# Hetejärvi (Keitele, Norra Savolax, Finland)
Hetejärvi eller Hete är en sjö i Finland. Den ligger i kommunen Keitele i landskapet Norra Savolax, i den centrala delen av landet, 300 km norr om huvudstaden Helsingfors. Hetejärvi ligger 133,3 meter över havet. Arean är 1,56 kvadratkilometer och strandlinjen är 8,86 kilometer lång. Sjön  ingår i Kymmene älvs huvudavrinningsområde.   Den ligger vid sjön Koutajärvi. I omgivningarna runt Hetejärvi växer i huvudsak blandskog.